# Harald Gimpel
Harald Gimpel (* 6. September 1951 in Wallendorf) ist ein ehemaliger deutscher Kanute, der im Kanuslalom für die Deutsche Demokratische Republik antrat.
Gimpel hatte das Kanufahren auf der Saale gelernt und war 1967 Jugendmeister im Einer-Kajak. Er wurde mit der Mannschaft des ASK Vorwärts Leipzig von 1971 bis 1974 DDR-Meister in der Kanuslalom-Mannschaftswertung. 1971, 1972, 1974, 1976 und 1977 belegte er in der Einzelwertung den dritten Platz, 1975 und 1978 wurde er Zweiter.
Bei den Olympischen Spielen 1972 wurden erstmals olympische Wettbewerbe im Kanuslalom ausgetragen. Auf dem Augsburger Eiskanal siegte Siegbert Horn aus der DDR vor dem Österreicher Norbert Sattler. Harald Gimpel gewann die Bronzemedaille vor dem bestplatzierten Kanuten der Bundesrepublik Ulrich Peters. Nachdem er sich 1973 nicht für die DDR-Mannschaft qualifizierte, war Gimpel 1975 bei den Weltmeisterschaften in Skopje wieder dabei. In der Einzelwertung gewann er Bronze hinter Siegbert Horn und Ulrich Peters. In der Mannschaftswertung gewannen Horn und Gimpel zusammen mit Christian Döring Bronze hinter der westdeutschen und der polnischen Mannschaft.